# نايجل فوستر
نايجل فوستر (بالإنجليزية: Nigel Foster)‏ هو مهندس بريطاني، ولد في 17 أكتوبر 1952 في سانت ألبانز في المملكة المتحدة.